# Paavo Vierto
Paavo Vierto (* 29. August 1915 in Lehtimäki; † 9. Dezember 1941 in der Ukraine) war ein finnischer Skispringer.
Bei den Nordischen Skiweltmeisterschaften 1938 in Lahti erreichte er im Springen von der Normalschanze mit Sprüngen auf 64 und 63,5 Metern den 19. Platz von der Normalschanze. 1941 wurde er Weltmeister im Skispringen bei den Nordischen Skiweltmeisterschaften in Cortina d’Ampezzo. Der Titel besitzt keinen offiziellen Status, da die Ergebnisse 1946 von der FIS annulliert wurden.
Vierto kämpfte im Finnischen Freiwilligen-Bataillon der Waffen-SS im Zweiten Weltkrieg. Er fiel im Dezember 1941 bei einem Angriff der Roten Armee auf eine 200 Mann umfassende finnische Militärpatrouille in der Ukraine.